# マントヴァとサッビオネータ
マントヴァとサッビオネータは、イタリアのマントヴァ県に位置する2つの都市マントヴァとサッビオネータの歴史的な街並みを対象とするUNESCOの世界遺産リスト登録物件である。これらはルネサンス期の優れた都市計画を伝え、他の諸都市にも大きな影響を与えたものとして、2008年に登録された。

## 構成資産
登録名が示すように、この世界遺産を構成するのはマントヴァ (Mantoue, ID1287-001) とサッビオネータ (Sabbioneta, ID1287-002) という2つの都市の歴史地区である。

### マントヴァ
マントヴァはマントヴァ県の県庁所在地であり、その歴史は紀元前6世紀ないし5世紀のエトルリア人都市にさかのぼるとされる。14世紀以降はゴンザーガ家が統治するようになり、1530年には同家のフェデリーコ2世（1500年 - 1540年）が公爵位を授けられ、マントヴァ公国が成立した。フェデリーコ2世は建築家でもあったジュリオ・ロマーノを招き、マントヴァのいくつかの建物をルネサンス様式で新築したり改築したりさせた。世界遺産に登録されているのは中世からルネサンス期の建造物群が残るエルベ広場、マンテーニャ広場、ソルデッロ広場などの市中心部、および市街地の南端に位置するテ宮殿（テ離宮）とそれらをつなぐサン・セバスティアーノ聖堂などが面する街路で、登録面積は175ha、緩衝地域は1,900haである。
登録範囲内の主な建造物群には以下のものがある。世界遺産の主たる登録理由はルネサンス建築だが、上述の通り、登録範囲にはそれ以外の時代・様式の建造物群も多く残る。
| | サンタンドレーア聖堂       |
| サンタンドレーア聖堂 (Basilica di Sant'Andrea) は、レオン・バッティスタ・アルベルティの設計に基づいて1472年から1494年に建造されたルネサンス様式の聖堂である。エルベ広場とマンテーニャ広場に面し、入り口近くの左側礼拝堂には画家アンドレア・マンテーニャの墓などがある。                                                              |                            |
| | サン・ロレンツォ円形聖堂   |
| サン・ロレンツォ円形聖堂 (Rotonda di San Lorenzo) はエルベ広場をはさんでサンタンドレーア聖堂の向かい側に位置する円形聖堂で、単に「ロトンダ」とも呼ばれる。ロマネスク様式の建物で、11世紀の建造である。 |                            |
| | ラジョーネ宮               |
| ラジョーネ宮 (Palazzo della Ragione) はエルベ広場に面し、サン・ロレンツォ円形聖堂に隣接する。13世紀の建物で、ポルチコは15世紀のものである。 |                            |
| | ドゥオーモ                 |
| ドゥオーモないしサン・ピエトロ大聖堂は、エルベ広場の北東、ソルデッロ広場に面する中世の大聖堂である。現在残るドゥオーモは、マニエリスム様式で16世紀に再建されたもので、部分的にロマネスク様式、ゴシック様式の要素も見られる。内装の設計者はジュリオ・ロマーノとされている。                                                           |                            |
| | ドゥカーレ宮殿             |
| ドゥカーレ宮殿 (Palazzo Ducale) はソルデッロ広場に面するゴンザーガ家の旧城館で、13世紀から18世紀の建造だが、16世紀に建てられた部分が多い。内部はマンテーニャ、ジュリオ・ロマーノ、ピサネロらが手がけた美しい壁画で飾られている。また、ピーテル・パウル・ルーベンスの『ゴンザーガ公爵とその婦人』をはじめとする絵画も展示されている。 |                            |
| | サン・ジョルジョ城         |
| サン・ジョルジョ城 (Castello di San Giorgio) は14世紀に建造された城塞で、ドゥカーレ宮殿と内部でつながっている。 |                            |
| | 学術劇場                   |
| 学術劇場 (Teatro Accademico Bibiena) は18世紀に建てられた劇場で、手がけたのはアントニオ・ビビエーナである。内部のボックス席は4階建てになっている。 |                            |
| | アルコ宮                   |
| アルコ宮は、エルベ広場などからは西方に離れたアルコ広場に面した建物で、18世紀末に建てられた。新古典主義様式の建物で、パッラーディオ様式の影響も指摘されている。 |                            |
| | サン・セバスティアーノ聖堂 |
| サン・セバスティアーノ聖堂はエルベ広場からテ宮殿へと続く街路のひとつであるアチェルビ通りに面する聖堂で、レオン・バッティスタ・アルベルティが設計した。 |                            |
| | マンテーニャの家           |
| マンテーニャの家 (Casa del Mantegna) はサン・セバスティアーノ聖堂のはす向かいに建っている邸宅で、1476年にマンテーニャ自身が設計したとされるレンガ造りの建物である。 |                            |
| | テ宮殿                     |
| テ宮殿は、1525年から1535年にジュリオ・ロマーノが手がけたゴンザーガ家の離宮（ヴィラ）であり、マントヴァ市内のテジェト (Tejeto) という場所に建っていることからそれを略して「テ」宮殿と呼ばれている。マニエリスム様式で建てられており、内部の装飾を手がけたのもロマーノとその弟子とされている。                                         |                            |

### サッビオネータ
サッビオネータはヴェスパシアーノ・ゴンザーガ（1531年 - 1591年）によって16世紀に建設された都市で、マントヴァからは約30kmの場所にある。ヴェスパシアーノの理念が投影された計画都市で、六芒星のような形状の城壁に囲まれた区画に市庁舎や宮殿などが建ち並んでいる。「小アテネ」という異名を持つ。世界遺産に登録されているのは、その城壁に囲まれた歴史地域で、登録面積は60 ha、周辺に設定された緩衝地域は430 haである。
登録範囲内の主な建造物群には以下のものがある。
| | ドゥカーレ宮殿     |
| ドゥカーレ宮殿は市庁舎や教区聖堂も面するドゥカーレ広場の一角を占める1568年建造の宮殿で、かつてはヴェスパシアーノの居城となっていた。 |                    |
| | インコロナータ聖堂 |
| インコロナータ聖堂 (Chiesa dell'Incorobata) は1588年建造で、ヴェスパシアーノの霊廟となっている。八角形のその聖堂は、天井画のだまし絵の見事さが特筆されている。                                                                                     |                    |
| | 古代劇場           |
| 古代劇場 (Teatro all'Antica) は1590年に建てられた劇場で、ヴィンチェンツォ・スカモッツィが手がけた作品の中でも傑作といわれている。 |                    |
| | 庭園宮殿           |
| 庭園宮殿 (Palazzo del Giardino) は、かつて武器の貯蔵場所として使われたカステッロ広場に面する1584年建造の宮殿で、もともとはヴェスパシアーノの娼館であったという。内部の装飾を手がけたのはジュリオ・ロマーノの弟子やベルナルド・カンピたちであった。 |                    |

## 登録経緯
この物件が世界遺産の暫定リストに記載されたのは2006年6月1日のことであり、翌年1月26日に正式推薦された。世界遺産委員会の諮問機関である国際記念物遺跡会議 (ICOMOS) は、適用される登録基準に注文をつけたものの、この物件の顕著な普遍的価値を認め、「登録」を勧告した。
この勧告を受けて、2008年の第32回世界遺産委員会で正式に登録が認められた。世界遺産としての正式登録名は、英語では Mantua and Sabbioneta で、フランス語では Mantoue et Sabbioneta である。その日本語訳は普通「マントヴァとサッビオネータ」となっている。

## 登録基準
この世界遺産は世界遺産登録基準のうち、以下の条件を満たし、登録された（以下の基準は世界遺産センター公表の登録基準からの翻訳、引用である）。
- (2) ある期間を通じてまたはある文化圏において、建築、技術、記念碑的芸術、都市計画、景観デザインの発展に関し、人類の価値の重要な交流を示すもの。
  - 世界遺産委員会の決議では、この基準の適用理由について、「マントヴァとサッビオネータは、ルネサンス文化に関する人類の価値の交流の類稀なる証拠である。それらは、理想的な都市計画の基本理念を土台において新たに築かれた都市と、変化を遂げた既存の都市というルネサンス期都市計画の主要な二形態を示している。それらの重要性は建築、技術、記念碑的芸術にも関わり、ヨーロッパ内外へのルネサンス文化の伝播においても突出した役割を演じていた」[22]と説明した。

- (3) 現存するまたは消滅した文化的伝統または文明の、唯一のまたは少なくとも稀な証拠。
  - 世界遺産委員会はこちらの基準の適用理由について、「マントヴァとサッビオネータは都市化、建築、美術の領域での投影とともに、歴史の特定期間の特定の文明についての類稀なる例証である。ゴンザーガ家に培われたルネサンスの理想は、それらの都市形態・建築、機能的体系、伝統的生産活動の中に存在しており、それらのほとんどは時代を超えて保持されてきた」[22]と説明していた。

なお、イタリア当局はマントヴァのサンタンドレーア聖堂、サン・セバスティアーノ聖堂、ドゥカーレ宮殿、テ宮殿およびサッビオネータの古代劇場などを挙げ、創造的才能が示されている物件に適用される登録基準 (1) にも該当すると主張していたが、推薦資産の全体が該当することへの証明が不十分として、ICOMOSからは適用に否定的な見解が示された。世界遺産委員会の審議でもこの評価は覆らなかったので、基準 (1) は適用されていない。